# Sciophila infundibulata
Sciophila infundibulata är en tvåvingeart som beskrevs av Soli 1997. Sciophila infundibulata ingår i släktet Sciophila och familjen svampmyggor. Inga underarter finns listade i Catalogue of Life.